# Флаг Сургутского района
Флаг муниципального образования Сургу́тский район Ханты-Мансийского автономного округа — Югры Российской Федерации — опознавательно-правовой знак, служащий официальным символом муниципального образования.
Ныне действующий флаг утверждён 20 июня 2008 года и внесён в Государственный геральдический регистр Российской Федерации с присвоением регистрационного номера 4308.
Целями учреждения и использования флага района являются: 

— создание зримого символа целостности территории Сургутского района, географических особенностей единства и взаимодействия населяющих его граждан; 

— воспитание у жителей Сургутского района гражданственности, патриотизма, уважения к историческим, культурным, национальным и духовным традициям.

## Предыдущий флаг
Первый флаг Сургутского района был утверждён 24 марта 2008 года решением Думы Сургутского района № 300.

### Описание флага
«Прямоугольное полотнище, состоящее из трёх горизонтальных полос: верхней — синей полосы, средней — белой полосы, нижней — зелёной полосы. Цвета синий, зелёный и белый соответствуют цветам флага Ханты-Мансийского автономного округа — Югры. Средняя, белая полоса, имеет ширину 1/8 ширины флага, её разбивает круг диаметром 1/2 ширины флага, в котором расположен золотой глухарь, изображённый на гербе Сургутского района. Круг смещён влево, разделяя белую полосу на отрезки в соотношении: до круга — 1, после круга — 2. Отношение сторон флага 1:1,5».

### Символика флага
Синий цвет олицетворяет реки, зелёный — хвойные леса, а белый символизирует длинную югорскую зиму. В центре флага золотыми нитками вышит герб Сургутского района — глухарь.

## Действующий флаг
20 июня 2008 года, по рекомендации Геральдического совета при Президенте Российской Федерации, решением Думы Сургутского района № 327, были изменены описание и рисунок флага.
26 июня 2012 года, решением Думы Сургутского района № 210, было утверждено Положение о флаге муниципального образования Сургутский район в новой редакции, оставившее рисунок и описание флага без изменений.

### Описание флага
«Флаг района представляет собой прямоугольное полотнище с соотношением ширины к длине 2:3, состоящее из двух равновеликих вертикальных полос: зелёного (у древка) и синего цветов, в центре которого птица (глухарь) золотого цвета, изображённая на гербе Сургутского района. Габаритная высота птицы составляет 3/4 ширины полотнища. Цвета синий и зелёный соответствуют цветам флага Ханты-Мансийского автономного округа — Югры».

## См. также

Флаги муниципальных образований Сургутского района
Флаг городского поселения Барсово
Флаг городского поселения Лянтор
Флаг городского поселения Фёдоровский
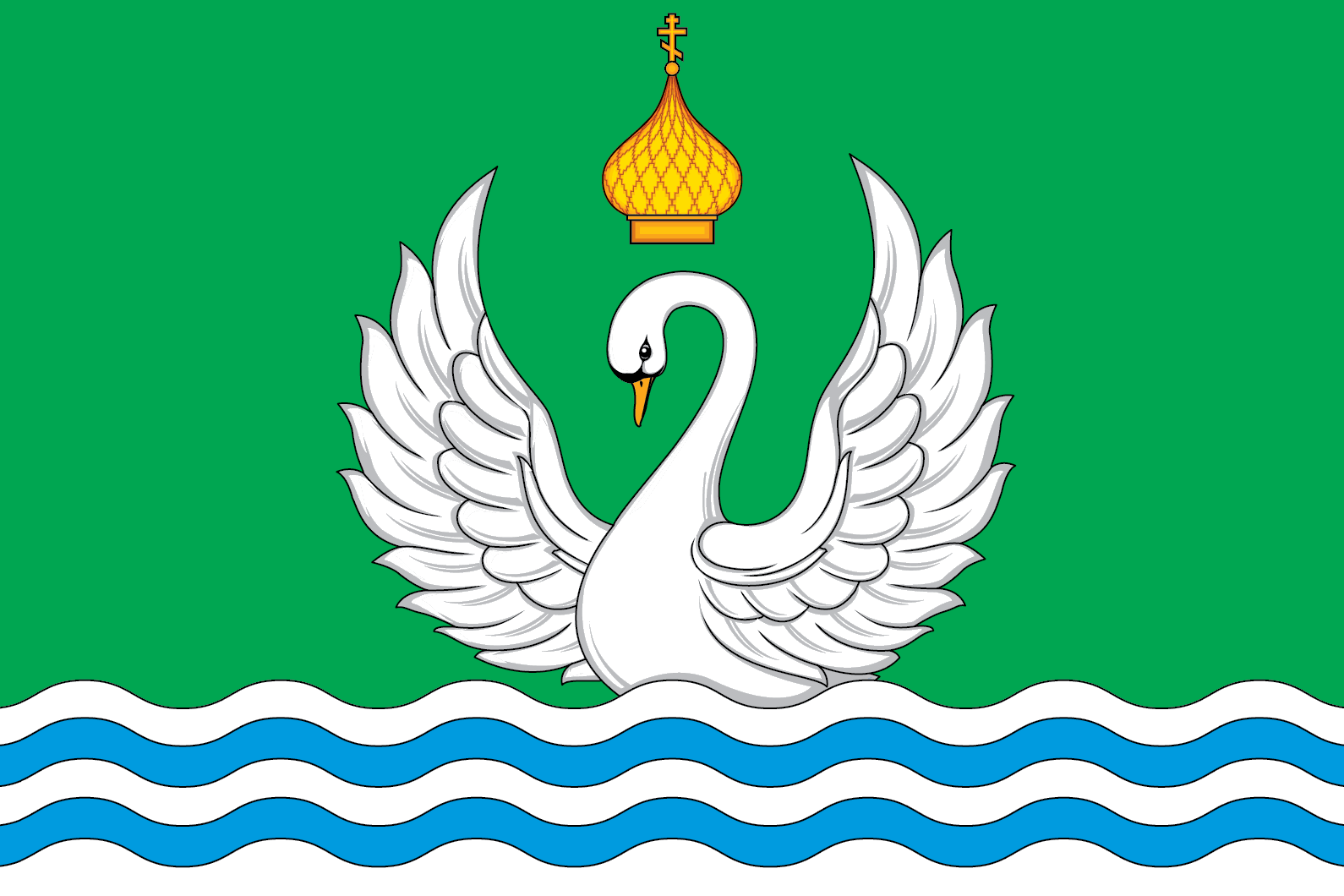
Флаг сельского поселения Локосово
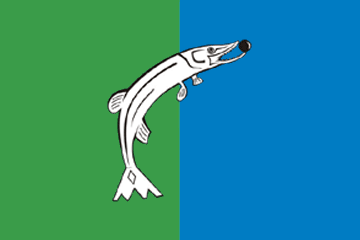
Флаг сельского поселения Нижнесортымский
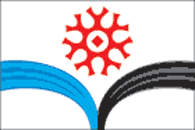
Флаг сельского поселения Солнечный
Флаг сельского поселения Ульт-Ягун